# Яйцо с панелями
«Яйцо с панелями» (или Двенадцать панелей) — ювелирное яйцо, одно из семи пасхальных яиц Кельха, изготовленных фирмой Карла Фаберже для русского предпринимателя Александра Фердинандовича Кельха. Яйцо с панелями было создано по заказу Кельха в 1899 году, в качестве подарка его жене Варваре Кельх-Базановой на Пасху 1899 года. Хранится в Королевской коллекции короля Карла III, Лондон, (Великобритания)

## Описание
Пасхальное ювелирное яйцо изготовлено из жёлтого золота, украшено алмазами, прозрачной гвоздичной и зелёной эмалью, непрозрачной белой эмалью. Поверхность верхней и нижней половины ювелирного яйца разделена полосами матового золота на шесть панелей (всего — 12), украшеных рядами розовых роз из эмали с золотыми стеблями и прозрачными зелёными листьями. В самой широкой части яйцо окружает полоса алмазов, а каждая из вершин яйца выполнена концентрическими окружностями из бриллиантов, от которых отходят золотые и зелёные эмалированные листья. На вершине установлен медальон с инициалами «B.T.K.» под алмазом, на противоположной вершине сделан подобный, хотя и меньший по размеру медальон, указывая дату: «1899». Сюрприз утрачен.

## Владельцы
Подарок Александра Кельха супруге Варваре Кельх-Базановой на Пасху 1899 года. Золотопромышленник, как и император Николай II, дарил на Пасху своей супруге ювелирные яйца Фаберже. Однако вскоре финансовое положение ухудшилось и супруги Кельх разошлись. Яйцами Фаберже они более не интересовались, а бывшая супруга вывезла коллекцию ювелирных пасхальных яиц в Париж. В 1920 «Яйцо с панелями» — одно из 6 Яиц Кельха, проданных в Париже Ла Вииль Русси. В 1933 продано Королю Георгу V и подарено им на Рождество 1933 года королеве Мэри, Великобритания. В 1953 году унаследовано королевой Елизаветой II. После её смерти унаследовано новым королём Карлом III, хранится в Британской королевской коллекции.
Кроме «Яйца с панелями», в Британской королевской коллекции (англ. The Royal Collection) хранятся ещё три императорских ювелирных пасхальных яйца, изготовленных фирмой Фаберже:
- Корзинка цветов (1901)[8];
- Колоннада (1910)[9][10];
- Мозаичное (1914)[11].